# Trellech United
Trellech United är en community i Storbritannien.   Den ligger i kommunen Monmouthshire och riksdelen Wales, i den södra delen av landet, 180 km väster om huvudstaden London.
Communityn består av byarna Trellech, Penallt, Catbrook, Llandogo, Llanishen och The Narth samt omgivande landsbygd.